# Памятник Иоанну Русскому (Батайск)
Памятник Иоанну Русскому — бронзовое скульптурное сооружение, открытие которого состоялось 15 октября 2012 года в городе Батайске Ростовской области.

## История
15 октября 2012 года в сквере Авиагородка состоялось открытие памятника, установленного в честь православного святого Иоанна Русского. Всего таких памятников в мире насчитывается три, и один из них теперь находится на территории России. Память Святого Иоанна Русского православные почитают ежегодно 9 июня. К мощам святого, которые хранятся в Греции, ежегодно прибывают тысячи человек.
Памятник был изготовлен из бронзы. Его установили на высоком двухметровом постаменте. Общая высота составляет около 6 метров. Для облицовки памятника использовался гранит.
Есть два соавтора — скульптора, которые проводили работы над созданием памятника — это Сергей Олешня и Андрей Дементьев. Предполагается, что вблизи памятника должно было быть начато со временем строительство Храма Иоанна Русского. Выбор места для установки был выбран не случайно, так как авиагородок — является районом Батайска, у которого есть историческая связь с военной службой. А Иоанн Русский, который умер в 40-летнем возрасте, был вначале солдатом армии Петра I.